# Websterovo pravidlo
Takzvané Websterovo pravidlo je článek 17 v novelizovaném přestupním řádu FIFA a de facto rozšíření Bosmanova pravidla, které platí od roku 1995. Byl představen v prosinci 2004 a uveden v platnost od 1. července 2005, aby upravoval obtíže vzniklé aplikací Bosmanova pravidla. Evropská komise totiž spatřovala tehdejší přestupní řád jako omezující vůči fotbalistům v porovnání s ostatními zaměstnáními, nařídila FIFA novelizaci a požadovala sladění s evropským právem.
Prvním fotbalistou, který jej využil, se stal skotský fotbalový obránce Andy Webster, který se v roce 2006 jako hráč Heart of Midlothian FC rozhodl s asistencí právníka přerušit svou smlouvu. Podle něj vstoupil tento předpis do povědomí jako Websterovo pravidlo.

## Článek 17
Předpis (článek 17) stanovuje, že po překročení tzv. „chráněného období“ (3 roky pro hráče, jemuž bylo v době podpisu smlouvy méně než 28 let a 2 roky pro hráče, kterému bylo v době podpisu dlouhodobé smlouvy nad 28 let) může fotbalista jednostranně přerušit smlouvu a jeho fotbalová licence může přejít pod nový klub (nesmí být ze stejné země, ale ze zahraničí – podmínka předpisu). Dlouhodobou smlouvou je míněn kontrakt delší než tři a kratší než pět let. Fotbalista (nebo nový klub) však musí zaplatit opouštěnému klubu určitou náhradu, která se vypočte s ohledem na různá kritéria (je výrazně nižší v porovnání s aktuální trhovou hodnotou hráče). Zároveň musí informovat stávající klub o úmyslu využít článek 17 nejpozději 15 dnů od posledního soutěžního zápasu sezóny. V takovém případě hráči nehrozí disciplinární postih.
FIFA se vůči tomuto pravidlu stavěla velmi kriticky.

## Případ Andy Webster
Skotský obránce přišel do Heart of Midlothian FC v roce 2001 z jiného skotského klubu Arbroath FC za 70 000 britských liber. V roce 2003 podepsal s Heart novou čtyřletou smlouvu v hodnotě 250 000 liber ročně. O tři roky později byl v týmu majitele Vladimira Romanova nespokojen a jako první fotbalista využil článku 17 novelizovaného přestupního řádu FIFA. Klubu oznámil, že přerušuje kontrakt, protože už přesáhl „chráněné období“. Odešel do anglického týmu Wigan Athletic FC, který jej posléze poslal na hostování do skotského Rangers FC. Fotbalovou historii se mu podařilo přepsat 4. září 2006, kdy FIFA jeho odchod do Wiganu posvětila. Nařídila mu zaplatit 265 000 liber jako odškodné pro Hearts.
30. ledna 2008 mu Mezinárodní sportovní arbitráž sídlící ve švýcarském městě Lausanne tuto částku snížila na konečných 150 000 liber, přičemž Hearts of Midlothian požadoval až 5 000 000 liber.

## Další hráči
Mezi další fotbalisty, kteří využili Websterovo pravidlo, patří např.:
- Tony Sylva[10]
- Morgan De Sanctis[11]
- Jonás Gutiérrez[12]
- Adam Kokoszka[13]